# Greatest Hits (Kylie Minogue)
 For alternative betydninger, se Greatest Hits. (Se også artikler, som begynder med Greatest Hits)
Greatest Hits er et opsamlingsalbum af den australske sangerinde Kylie Minogue, udgivet i 1992. Albummet indeholder 19 singler fra hendes album Kylie, Enjoy Yourself, Rhythm of Love og Let's Get to It, samt 3 sange indspillet specielt til optagelse på dette album.
Greatest Hits nåede førstepladsen på UK Albums Chart og blev Minogues tredje album på førstepladsen i Storbritannien. Albummet blev også certificeret platin med salg af 300.000 eksemplarer. Albummet var vellykket i Australien og nåede nummer tre på ARIA Charts. Det blev senere certificeret to gange platin af Australian Recording Industry Association med salg af 140.000 eksemplarer.

## Singler
Den første single "What Kind of Fool (Heard All That Before)" blev udgivet i Storbritannien i august i 1992. Sangen nåede nummer 14 på UK Singles Chart. Den anden single "Celebration" er en coverversion af Kool & the Gang-sangen. Den blev udgivet i november 1992 og nåede nummer 20 i Storbritannien.

## Sporliste
1. "I Should Be So Lucky" – 3:23
2. "Got to Be Certain" – 3:20
3. "The Loco-Motion" – 3:16
4. "Je Ne Sais Pas Pourquoi" – 4:01
5. "Especially for You" (feat. Jason Donovan) – 3:58
6. "Turn It into Love" – 3:37
7. "It's No Secret" – 3:58
8. "Hand on Your Heart" – 3:51
9. "Wouldn't Change a Thing" – 3:15
10. "Never Too Late" – 3:23
11. "Tears on My Pillow" – 2:28
12. "Better the Devil You Know" – 3:55
13. "Step Back in Time" – 3:06
14. "What Do I Have to Do" – 3:45
15. "Shocked" – 3:10
16. "Word Is Out" – 3:35
17. "If You Were with Me Now" (feat. Keith Washington) – 3:12
18. "Give Me Just a Little More Time" – 3:07
19. "Finer Feelings" – 3:53
20. "What Kind of Fool (Heard All That Before)" – 3:42
21. "Where In The World?" – 3:34
22. "Celebration" – 3:57

## Hitlister
| Hitliste                         | Placering |
| -------------------------------- | --------- |
| Australien (ARIA Charts)         | 3         |
| Spanien (PROMUSICAE)             | 19        |
| Japan (Oricon)                   | 23        |
| Tyskland (Media Control Charts)  | 81        |
| New Zealand (RIANZ)              | 49        |
| Storbritannien (UK Albums Chart) | 1         |